# Соломерецкий, Николай-Лев
Князь Николай-Лев Соломерецкий (? — 1626) — государственный деятель Речи Посполитой, каштелян смоленский (1623—1626). Последователь православной церкви.

## Биография
Происходил из рода князей-магнатов Соломерецких герба Равич. Старший сын князя Богдана Ивановича Соломерецкого (ум. 1602), старосты кричевского, и Евы Баркулабовны Корсак. Родился где-то между 1584 и 1586 годами. С 1597 года воспитывался вместе с братом Богданом под руководством Лаврентия Зизания, впоследствии Мелетия Смотрицкого.
В 1602 году после смерти отца унаследовал родовые имения имения (в частности Дубровицкую область, города Гощу и Высоцк) и титул князя. В 1608 году становится подкоморием пинским. Участвовал в войне против Русского государства в 1609—1611 годах, отличился во время осады Смоленска.
В 1613 году Николай-Лев избирается делегатом от шляхты Пинского повета на сейм в Варшаве. В том же году жестко подавил восстание крестьян и мещан города Высоцка. После этого подал жалобу во Владимирский городской суд на действия казачьих полков Топежина, Шульжина, Старинского, которые остановились в его владениях на две недели и "… называйте себя полковниками королевской службы, они разорили маетностях местечка Высоцк, Дубровица, села к ним надлежаще, осквернили и внивеч их обратили заехав на имения в количестве 5 тысч человек … ".
В 1616 году Николай-Лев Соломерецкий становится депутатом Трибунала Великого княжества Литовского от шляхты Пинского повета. В 1623 году назначается каштеляном Смоленским. На этой должности оставался до самой смерти в 1626 году. Все владения унаследовал младший брат Богдан.

## Семья
Жена — Регина (Раина) Гойская, дочь каштеляна киевского Романа Гойского и Александры Немирич. Их дети:
- Домицила (? — 1659), жена каштеляна минского, князя Николая Четвертинского (ум. 1659)
- Анна Евграция, жена Генриха Кашовского, каштеляна виленского.
- Елена (ум.после 1667 г), жена  Кшиштофа Франциска Сапеги (1623—1665